# Ćitra (nakszatra)
Ćitra (dewanagari: चित्रा) – nakszatra, rezydencja księżycowa umiejscowiona w gwiazdozbiorze wagi, którą w astrologii wedyjskiej rządzi Wenus.
Słowo ćajtra oznacza:
- jasny, świecący, widoczny
- wyborny, piękny
- otwarty, śmiały
- wielokolorowy.